# Marika Wachtmeister
Anna Marika Wachtmeister, född Bauer den 1 juni 1950 i Mariestads församling, Skaraborgs län, är grundare och senior adviser på Stiftelsen Wanås utställningar av modern skulpturkonst, författare, debattör, föredragshållare, bokförläggare samt advokat. Hon bor och verkar på Wanås slott utanför Knislinge i norra Skåne.

## Biografi
Marika Wachtmeister växte upp i Falsterbo och New York som äldst av tre syskon. Hon är dotter till läkaren och professorn Göran Bauer och konstkritiker Catharina Bauer, född Schnell. 
Hon tog en juris kandidatexamen vid Lunds universitet  1975 och började som advokat vid Advokatfirman Bo Berglund i Mjölby 1982. Hon är sedan 1973 gift med greve Carl-Gustaf Wachtmeister (född 1949).
Paret flyttade 1985 till Wanås och inspirerad av uppväxtens rika konstliv i New York presenterade Marika Wachtmeister 1987 den första skulpturutställningen i Wanås slottspark. Detta har sedan följts av årliga utställningar, där världsnamn blandas med nyetablerade konstnärer. Fram till 2010 var Marika Wachtmeister direktör och utställningskommissarie för Wanås utställningar, som årligen har 60 000 besökare.
Marika Wachtmeister är ordförande i Wanås vänner styrelse. Hon har suttit i styrelsen för Nationalmusei vänner, Millesgården och Skissernas Museum.

### Utställningskataloger
- 25 skulptörer i Wanås slottspark Sommaren 1987, Stiftelsen Wanås Utställningar (SWU)
- Kataloger för Wanåsutställningen 1988–1992, 1994, 1996, 1998, 2000, 2003, 2010–2013, Stiftelsen Wanås Utställningar (SWU)
- Den stökiga samtiden i en slottspark 1987-1997, 1997, Skissernas museum
- Malmö Konstmuseum besöker Wanås 1999, SWU
- Dan Graham Two Different Anamorphic Surfaces, 2000, SWU
- Wanås 2002 Ann Hamilton och Charlotte Gyllenhammar, 2002, SWU
- Risks of Maturing – Visions and Choices Wanås seminar Oct. 3rd-5th 2003, SWU
- Wanås 2004 Maya Lin, 2004, SWU
- Wanås 2005 Samtida Skulptur i Norden 1980-2005, 2005, SWU
- Wanås 2006 Insight Out, 2006, SWU
- Wanås 2007 20th anniversary (sv inlaga), 2007, SWU
- Förlust Wanås 2008, SWU
- Wanås: Footprints, 2009, SWU
- Wanås Konst #14, 2014, SWU
- Wanås Konst #15, 2015, SWU
- Doubling, 2015, SWU
- Wanås Konst #16, 2016, SWU

### Konstboksutgivning
- Wanås: Konsten Parken Slottet 1994, SWU
- Konsten på Wanås/Art at Wanås, 2001, Byggförlaget
- Wanås Historia 2004, SWU
- Ann Hamilton, lignum 2005, Bokförlaget Atlantis
- Louise Bourgeois, Maman 2007, Bokförlaget Atlantis
- Imagine Art Konsten på Wanås, 2012, Balkong Förlag
- Imagine Art in Nature at Wanås, 2012, Balkong Förlag
- A smile for You, av Jeppe Hein, 2013, Koenig
- Världens hem, av David Svensson[vem?], 2016 SWU
- Återblick, av Per Kirkeby, 2016, SWU

### Barnboksutgivning
- Den förtrollade parken, av Astrid Trotzig & Fredrik Söderberg, 2011 SWU
- The Sick Rose, av Anna Camner, 2012 SWU
- Hur man blir en sten, av Klara Kristalova & Martina Lowden, 2014 SWU
- Jag vill bygga, av Jenny Granlund & Johanna Koljonen, 2015 SWU
- Kor kan drömma, av Maria Bajt & Jason Diakité, 2013 + Cows Can Dream (engelska), 2016 SWU

## Utmärkelser
- H. M. Konungens medalj i guld av 8:e storleken (Kon:sGM8, 2020) för betydande insatser inom svenskt och internationellt kulturliv[8]